# Martes, después de Navidad
Marți, după Crăciun (comercializada en España como Martes, después de Navidad y también conocida por la traducción al inglés Tuesday, After Christmas) es una película rumana de 2010 escrita y dirigida por Radu Muntean. La película estuvo seleccionada para la sección Un Certain Regard del Festival de Cine de Cannes de 2010.

## Argumento
El guion, escrito por el propio Radu Muntean, toca un tema remanido en el cine:Paul Hanganu, un banquero casado desde hace diez años  padre de una hija  y de bastante edad se enamora de una mujer más joven, Raluca (la ortodoncista de su hija),  y le parece que es correspondido por ella al mantener relaciones íntimas (de hecho la película comienza con una "escena de cama" entre Paul y Raluca), sin embargo Muntean da toques de originalidad al argumento: el hombre aunque muy intensamente atraído desde el punto de vista sexual por Raluca aún mantiene un gran afecto por su esposa Adriana, ésta imprevistamente encuentra pruebas de la infidelidad de su marido...

## Reparto
- Maria Popistaşu como Raluca.
- Mimi Brănescu como Paul Hanganu.
- Mirela Oprişor  como Adriana Hanganu.
- Dragoş Bucur como Cristi.
- Victor Rebengiuc como Nucu.
- Dana Dembinski: madre  de Raluca
- Silvia Năstase: Ica
- Carmen Lopăzan: Cosmina
- Adrian Vancica: Mircea Dumbrăveanu
- Ioana Blaj: Narcisa

## Ficha técnica
- Título original: Marti, dupa craciun
- Director: Radu Muntean
- Escenografía: Alexandru Baciu, Razvan Radulescu, Radu Muntean
- Director de fotografía: Tudor Lucaciu
- Montaje: Alexandru Radu
- Vestuario: Giorgiana Bostan
- Música: Electric Brother
- Género: drama
- Idioma: rumano
- Duración original: 99 minutos.